# Дербентская стена
Дербентская стена — двойная стена времён Сасанидов, перекрывающая Каспийские ворота в Дербенте. Топоним «Дербент» означает «узкие врата», и стена перекрывает эти ворота от морского берега до крепости Нарын-кала. Стена на протяжении 15 веков использовалась в оборонительных целях кавказскими албанами,  персами, арабами и монголами (ильханы, Тимуриды). Как наиболее сохранившийся памятник древнеперсидского фортификационного зодчества стена внесена ЮНЕСКО в список Всемирного наследия.
Длина стены составляет 3600 метров. Южная и северная стены идут параллельно друг другу на расстоянии 300—400 метров. Горная часть стены (Даг-бары) уходит на 40 км в сторону Кавказского хребта; это некогда грандиозное сооружение сохранилось лишь фрагментарно. Морская часть стены заходит на 500 метров в море, запирая вход в гавань. Наиболее древняя часть города заключена между этими двумя стенами. Южная стена, как более поздняя, была по большей степени снесена в XIX веке, в то время как северная в значительной степени сохраняет первозданный вид.
Нижние части стены сложены из необожжённого кирпича, но основной её объём, датируемый VI веком, выложен из крупных блоков тёсаного камня (100 на 65 на 25 см). Простенок между двумя рядами каменных блоков забутован рваным камнем; каменщиками использовался известковый раствор. Более поздние строительные периоды легко отличить по небольшим размерам блоков (в среднем 30 на 40 см). При кладке каменщики чередовали блоки «лицом» и «цоколем», что делало кладку более прочной. Средняя высота стен — 12 метров, толщина варьируется от 230 до 380 см.
Примерно на равных расстояниях друг от друга вдоль стены были возведены 73 оборонительные башни. На северной стене сохранилось 46 башен, расположенных примерно на расстоянии 70 метров друг от друга. Ворота, большей частью времён Сасанидов, отличаются своими архитектурными решениями. Из 14 первоначальных ворот сохранились девять: двое в крепости, 4 — в южной стене и 3 — в северной. Т. н. Каменные ворота были перестроены в средние века, ворота Сорока — в XVII веке, а Средние и Глашатайские ворота — после вхождения Дагестана в состав Российской империи.